# Mycomya trilineata
Mycomya trilineata är en tvåvingeart som först beskrevs av Zetterstedt 1838.  Mycomya trilineata ingår i släktet Mycomya och familjen svampmyggor. Arten är reproducerande i Sverige. Inga underarter finns listade i Catalogue of Life.